# Coleoxestia olivieri
Coleoxestia olivieri är en skalbaggsart som beskrevs av Lúcia Maria de Campos Fragoso 1993. Coleoxestia olivieri ingår i släktet Coleoxestia och familjen långhorningar. Inga underarter finns listade i Catalogue of Life.